# 3846 Hazel
3846 Hazel è un asteroide della fascia principale del diametro medio di circa 18,4 km. Scoperto nel 1980, presenta un'orbita caratterizzata da un semiasse maggiore pari a 2,9374176 UA e da un'eccentricità di 0,0877654, inclinata di 9,00638° rispetto all'eclittica.